# Figure International
La Figure International è una competizione femminile di figure che si tiene annualmente ed è organizzata dalla Federazione internazionale dei BodyBuilders (in inglese International Federation of BodyBuilders o IFBB).
La gara si tiene annualmente ed è parte della competizione Arnold Classic.

## Storia
La competizione di Figure International si è tenuta per la prima volta nel 2003. 
Jenny Lynn ha vinto il maggior numero di titoli con 3 vittorie dal 2003 al 2005.

## Vincitrici
| Anno | Vincitrice          |
| ---- | ------------------- |
| 2003 | Jenny Lynn          |
| 2004 | Jenny Lynn          |
| 2005 | Jenny Lynn          |
| 2006 | Mary Elizabeth Lado |
| 2007 | Mary Elizabeth Lado |